# علی میا
علی میا (عربی: علي ميا؛ زادهٔ ۶ مهٔ ۱۹۸۶) بازیکن فوتبال اهل سوریه است.
از باشگاه‌هایی که در آن بازی کرده‌است می‌توان به باشگاه ورزشی النواعیر، باشگاه ورزشی الجیش (سوریه)، و باشگاه ورزشی جبله اشاره کرد.
وی همچنین در تیم ملی فوتبال سوریه بازی کرده‌است.